# Molotov Solution
Molotov Solution (с англ. — «Коктейль Молотова») — американская дэткор-группа из Лас-Вегаса. В своих текстах затрагивает темы политики, правительственных заговоров и мировых проблем.

## История
Группа сформировалась в 2004 году, записав вскоре безымянное демо. В 2005 году был выпущен EP под названием «The Path To Extinction», и в 2006 году при условии что половина альбома будет записана с группой War From A Harlot’s Mouth вышел сплит, звучание которого можно описать как смесь дэткора с грайндкором. В 2008 году они выпускают полноформатный, одноимённый альбом который был «больше приближен к грув-металу». Сплит и полноформатный альбом были выпущены под лейблом Twelve Gauge Records.
Позже, в 2008 году, по неизвестным причинам коллектив покинул весь состав кроме гитариста и басиста.
В декабре того же года группа заключила договор с лейблом Metal Blade Records, на котором летом 2009 года вышел в свет 2-й полноформатный альбом «The Harbinger», записанным с новым составом. Это привело к изменению музыкального стиля, который приблизился к деткору, в то время как дебютный альбом сочетал в себе черты дэт-метала и грув-метала. На песню "Awakening" снят клип.
В конце 2010 года гитарист Робби Пина объявил об очередной смене состава и переходе на новый лейбл Blkheart Group. Третий альбом «Insurrection» появился в октябре 2011 года. Для записи песен "Cruor Viaticus", "Prophetic Illusions" и "The Blood of Tyrants" применили 8-струнные гитары. В январе 2012 года Робби Пина покинул основанный им коллектив.
13 июня 2012 года группа объявила о своём распаде в связи с разногласиями в коллективе и отсутствием свободного времени.

## Дискография

### Альбомы
- The Path to Extinction, EP (2005)
- Molotov Solution & War from a Harlots Mouth Split (2006)
- Molotov Solution (2008)
- The Harbinger (2009)
- Insurrection (2011)

### Синглы
- «The Harbinger» — The Harbinger
- «Living Proof» — The Harbinger
- «Devour The Children» (2024)